# Februaristaking

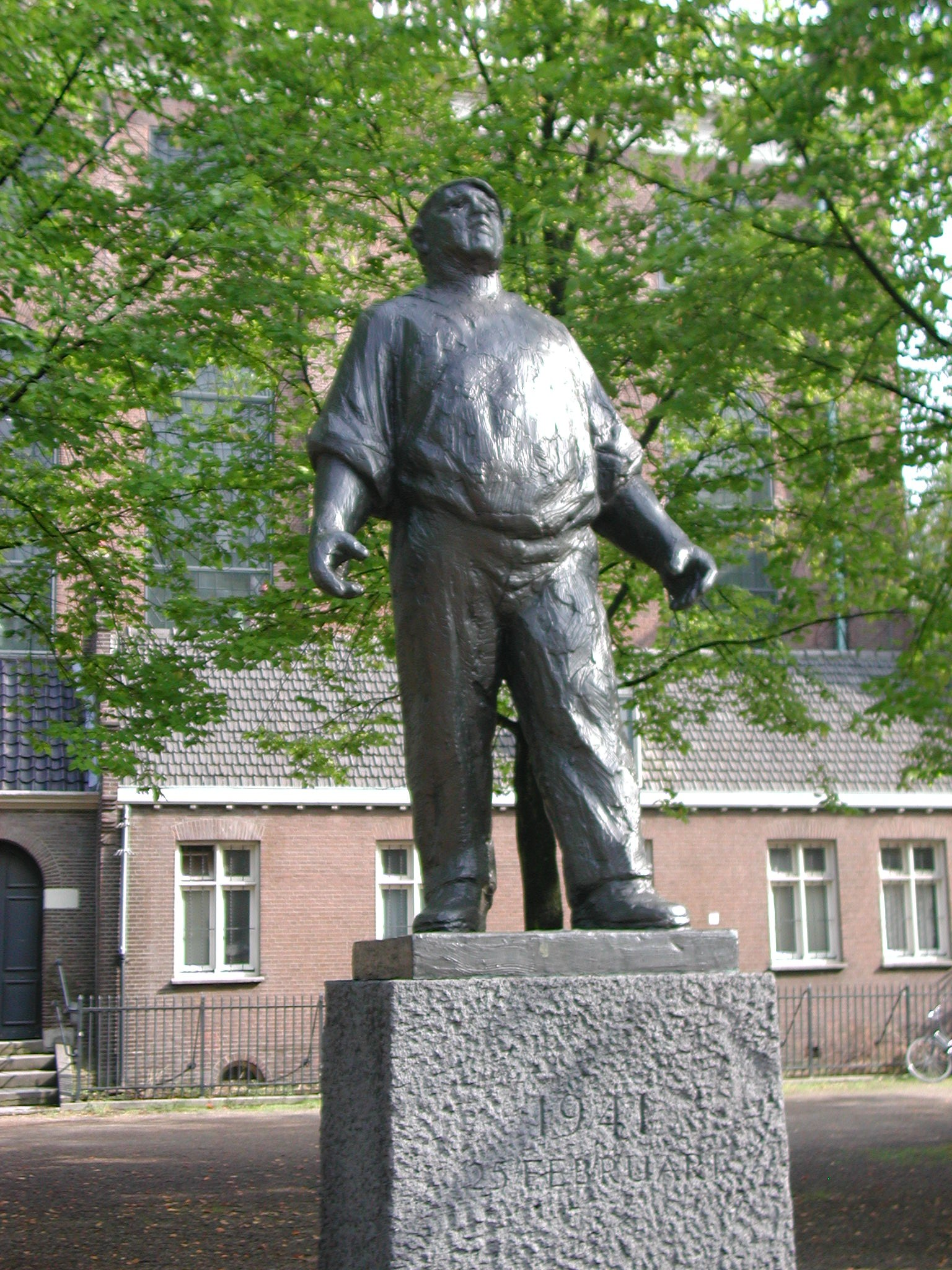
De Dokwerker, monument ter nagedachtenis aan de Februaristaking op het Jonas Daniel Meijerplein. Op de achtergrond is de Portugese Synagoge

De Februaristaking was een staking op 25 en 26 februari 1941 die begon in Amsterdam en zich uitbreidde naar de Zaanstreek, Haarlem, Velsen, Weesp, Hilversum en de stad Utrecht. Het was de eerste grootschalige verzetsactie tegen de Duitse bezetter in Nederland. De staking was het enige massale en openlijke protest tegen de Jodenvervolging in bezet Europa. Aanleiding van de staking waren de eerste razzia's in Amsterdam waarbij honderden Joodse mannen opgepakt werden. De toenmalige illegale CPN initieerde deze staking met het motto ‘STAAKT!!! STAAKT!!! STAAKT!!!’

## Voorgeschiedenis
Vanaf begin februari 1941 overwoog de CPN al om actie te voeren tegen een mogelijke en door haar gevreesde Mussert-regering van de NSB. Op 17 februari 1941, toen een metaalstaking in Amsterdam-Noord op haar hoogtepunt was (als gevolg van – toen al – mogelijke gedwongen tewerkstelling van arbeiders in Duitsland), besprak de partijleiding van de CPN de mogelijkheden om voor de volgende dag op 18 februari een algemene staking uit te roepen. Doordat de Duitse bezetter echter zwichtte voor de eis om de uitzending naar Duitsland van Nederlandse metaalarbeiders te staken, verviel de aanleiding voor de staking.

## Stakingsvoorbereiding

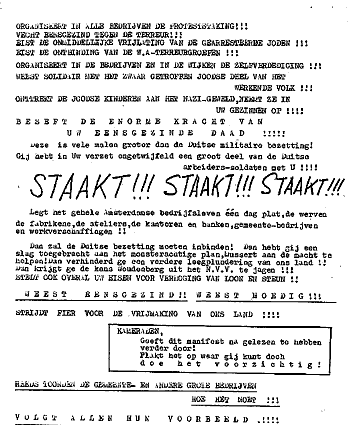
Stakingspamflet

De CPN zag door de razzia een kans om de staking die op 18 februari niet was doorgegaan, alsnog uit te voeren. De CPN zag voldoende aanleiding "om de gehele massa te mobiliseren, daar de gehele massa tegen deze antisemitische actie was". De CPN greep zodoende niet slechts terug op het idee van een staking die ze al op 17 februari overwogen had maar gebruikte ook ongeveer dezelfde motivering: de dreigende machtsovername van de NSB door middel van de Jodenvervolging moest worden voorkomen. Wellicht zou de Duitse bezetter door een algemene staking in gaan zien dat de Jodenvervolging in Nederland een doodlopende weg was en zeker geen middel om de NSB aan de macht te brengen. Het landelijke partijbestuur en het bestuur van het District Amsterdam besloten vervolgens over te gaan tot een staking op 25 en 26 februari 1941.
Ter voorbereiding op de staking organiseerde de ondergrondse CPN op 24 februari een korte openluchtvergadering van ongeveer 400 Amsterdamse leidinggevende verzetsfunctionarissen op de Noordermarkt in de Jordaan. Stratenmaker Willem Kraan verkondigde hier het besluit tot staken. De merendeels communistische aanwezigen werden ook tot staken aangespoord door Piet Nak en Dirk van Nimwegen en stemden in met de plannen. Ze ontvingen pakken met manifesten en moesten proberen de arbeiders in de bedrijven tot staking te bewegen. De bedoeling was dat er twee dagen zou worden gestaakt: dinsdag zo veel mogelijk bij de overheidsbedrijven en woensdag een algemene staking, dus inclusief het bedrijfsleven.

## Stakingen
Op de ochtend van 25 februari 1941 stonden de trams stil in Amsterdam. Tezelfdertijd verspreidden aanhangers van de CPN het manifest ‘STAAKT!!! STAAKT!!! STAAKT!!!’ onder Amsterdamse bedrijven. De staking breidde zich als een olievlek uit over de stad. Rond het middaguur van de 25e was de algemene staking een feit, eerder dan de organisatoren hadden verwacht en anders dan zij hadden voorzien.
Van Amsterdam sloeg de staking over naar Zaandam, Haarlem, Velsen, Hilversum, Bussum, Weesp, Muiden en de stad Utrecht. De communistische Vonkgroep deed ook een poging om de februaristaking uit te breiden tot Den Haag; pamfletten met een stakingsoproep werden uitgereikt bij de tramremise, maar er was geen stakingsbereidheid bij het personeel van de HTM.
Ook in Hilversum werd uitgebreid gestaakt, op 25 en ook op 26 februari 1941. Op 25 februari was een werknemer van Fokker in Amsterdam, de Hilversumse communist Gerrit Meerbeek, naar zijn werk gegaan en had in Amsterdam aan de staking deelgenomen. Hij keerde al in de ochtend weer terug naar Hilversum om bij het grootste bedrijf van de stad, de Nederlandsche Seintoestellen Fabriek (Philips) met 4000 werknemers, de staking uit te roepen. Dat lukte en een grote stroom arbeiders, vrouwelijke en hogere personeelsleden trok van dit bedrijf langs andere bedrijven naar het centrum. De tweede dag was er 's ochtends een demonstratieve tocht van het centrum naar het nieuwe raadhuis, dat door de Wehrmacht in gebruik was genomen. Daar echter was de weg versperd door soldaten. De stoet trok daarop verder naar het oude raadhuis. Daar stonden eveneens soldaten en de stoet loste zich op. Deze stoet telde volgens onbevestigde berichten uit die tijd mogelijk 10.000 deelnemers, zowel mannen als vrouwen.
In Utrecht werd gestaakt op woensdag 26 februari 1941.

## Beëindiging

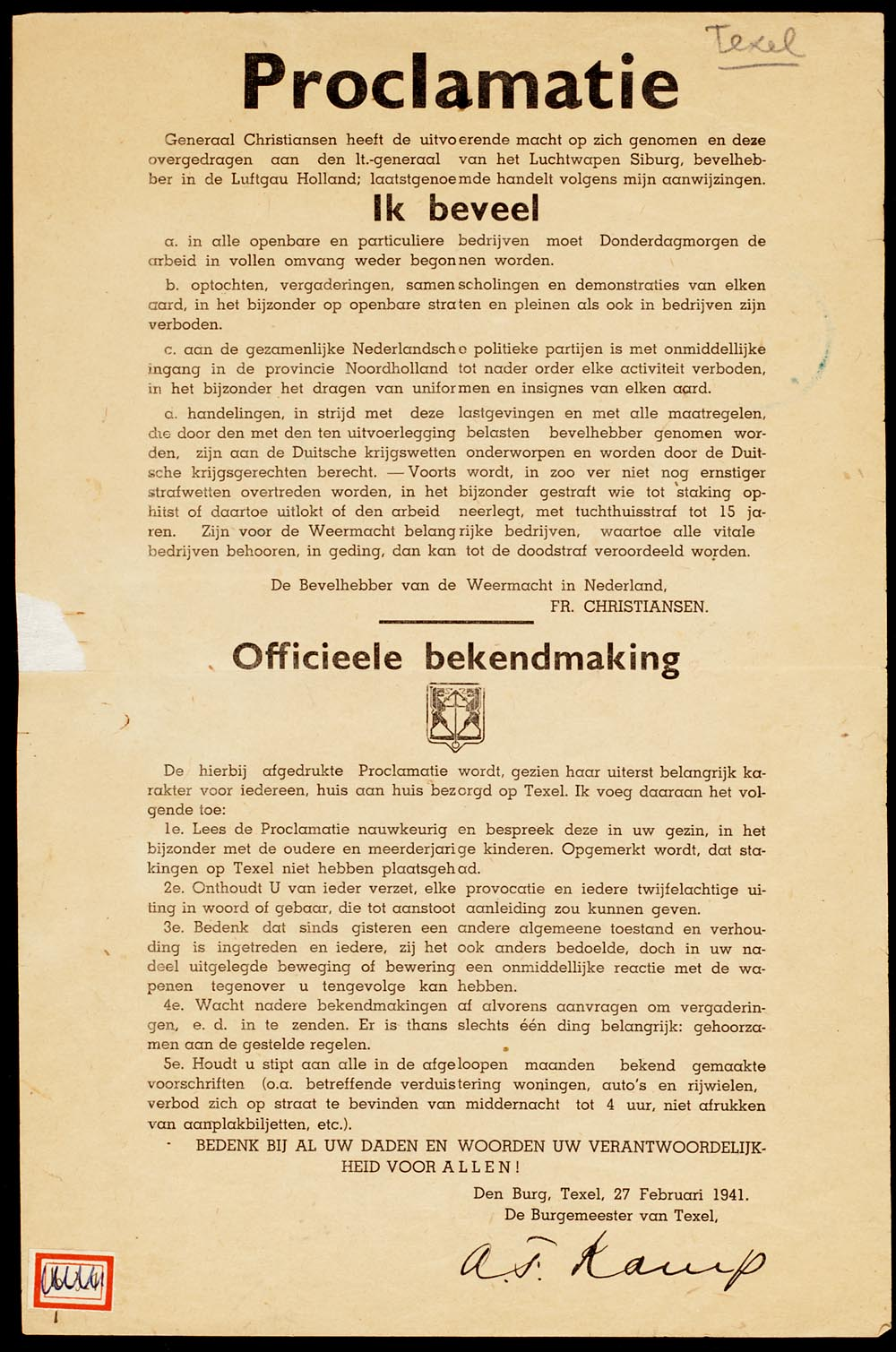
Proclamatie van Friedrich Christiansen tot beëindiging van de staking

De Duitsers braken de staking met geweld, intimidatie en meedogenloos ingrijpen. Hierbij vielen negen doden en 24 zwaargewonden en talloze stakers werden gevangengenomen. Na twee dagen was de staking ten einde. Dit was een gevolg van de combinatie van enkele factoren: het Duitse ingrijpen, de stakingsparolen van de CPN (de staking mocht slechts twee dagen duren) en de druk van het Amsterdamse gemeentebestuur om het werk te hervatten.
De steden die hadden meegedaan aan de staking kregen van de Duitsers hoge boetes opgelegd. Amsterdam moest 15 miljoen gulden betalen, Zaandam een half miljoen en Hilversum 2,5 miljoen. Omdat er in Hilversum, net als in Amsterdam, ook was betoogd, was de boete daar relatief hoog.

## Vervolging
Na de staking openden de bezetters de jacht op CPN-leden, vanwege hun deelname aan en het initiëren van de staking. Hierdoor kon een nieuwe staking, die op 6 maart van start zou gaan, niet meer doorgaan. Bij die jacht werd op 5 maart de Joodse communist Leendert Schijveschuurder betrapt op het aanplakken van stakingsoproepen voor de volgende dag. Hij werd meteen de volgende dag gefusilleerd en was de eerste Nederlander die door de Duitsers gefusilleerd werd. Op 13 maart 1941 werden op de Waalsdorpervlakte bij Scheveningen de drie communistische Februaristakers (Hermanus Coenradi, Joseph Eijl en Eduard Hellendoorn) door een Duits vuurpeloton gefusilleerd. Naast de drie communisten werden ook 15 leden van de Geuzen-verzetsgroep, die kort daarvoor verraden was, gefusilleerd.
Verder werden tweeëntwintig communisten die aan de organisatie van de staking hadden meegewerkt in een proces tot tien jaar Zuchthaus veroordeeld, die in Duitse gevangenissen moest worden uitgezeten. Hoewel ze niet de doodstraf kregen, stierven er twee in Duitsland, namelijk Adrianus van Waert op 9 juni 1942 in de gevangenis in Rheinbach en Joseph Jacques van Weezel op 23 april 1945 in Dachau.
Sommige historici schrijven dat de Duitsers na de Februaristaking een jacht op de communisten openden, maar de massale arrestaties van communisten vanaf het voorjaar van 1941 hadden andere achtergronden: de massale arrestaties vonden ook plaats in Groningen en Den Haag, waar geen staking was geweest. Bovendien blijkt dit ook uit de processen-verbaal die na de oorlog zijn opgesteld met betrekking tot de politieagenten die voor en tijdens de oorlog van de respectievelijke regionale inlichtingendiensten deel uitmaakten.
- Hendrik Pieter Berk, vrachtwagenchauffeur
- Jacobus Hendrikus Bleeker, meubelmaker
- Gerrit Blom, badmeester
- Albert Blumer, kantoorbediende
- Rosa Boekdrukker, kindertuinbewaarster
- Johannes Pieter Drukker, havenarbeider
- Gerardus Jakobus Johannes van Genderen, taxichauffeur
- Pieter Gnirrep, gipswerker
- Cornelis Griffioen, arbeider
- Cornelis Haringa, bankwerker
- Berend Hattinga, boekdrukker
- Dirk ten Hoedt, decorateur
- Anechina van Kampen
- Willem Klomp, metaalarbeider
- Leonardus Adrianus Koning, kantoorbediende
- Frans Lavell, schilder
- Georg Röpke, handelaar
- Martinus Vlaar, grondwerker
- Pieter Cornelis de Vroome, metaalarbeider
- Adrianus van Waert, boekhouder (omgekomen in gevangenis Rheinbach, 9 juni 1942)
- Joseph Jacques van Weezel, chemicus (omgekomen in concentratiekamp Dachau, 23 april 1945)
- Willem van Wijk, magazijnmedewerker

## Herdenking

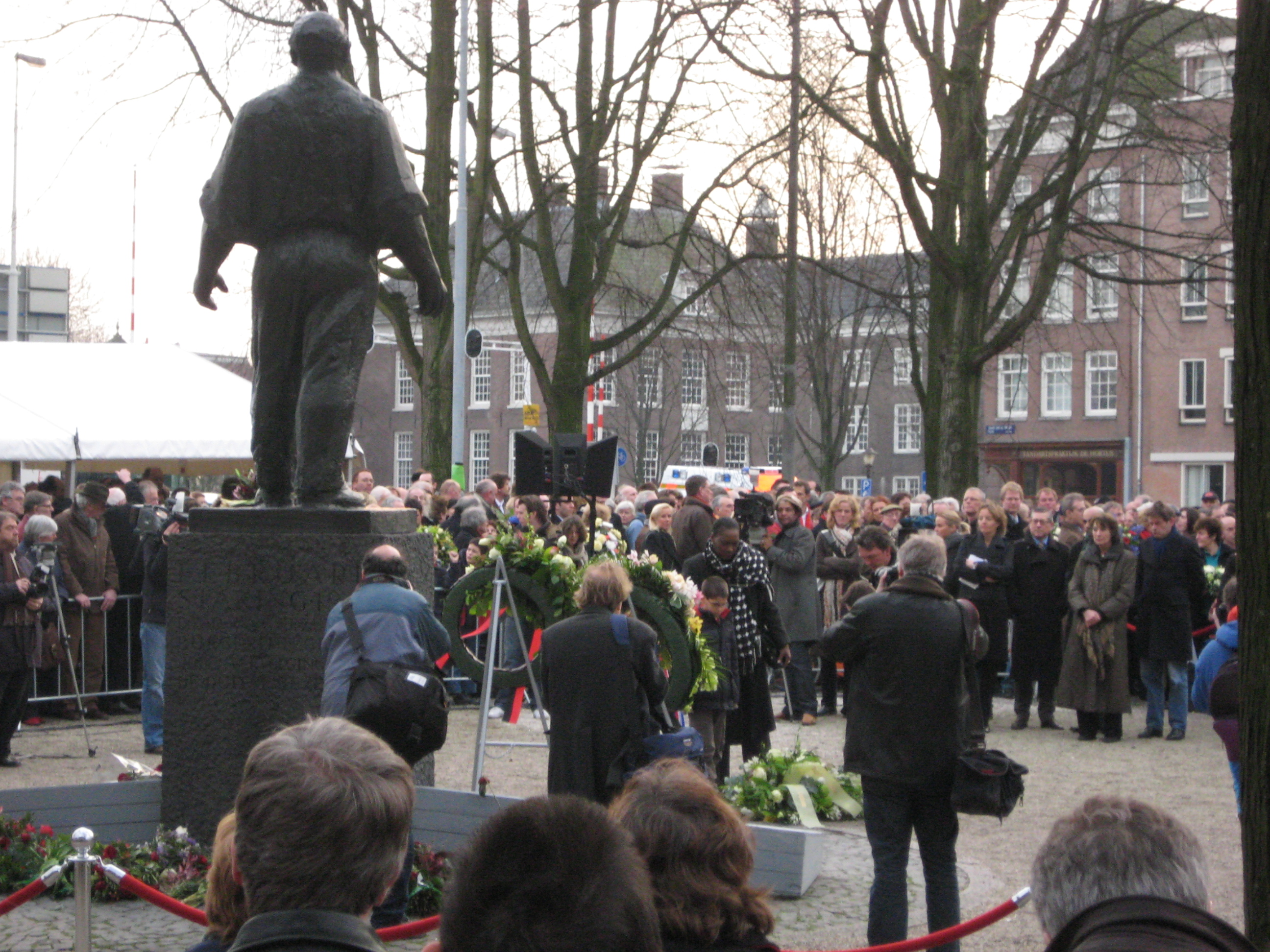
Herdenking van de Februaristaking in 2008

Journalist en dichter Jan Campert schreef na de executies van de Geuzen en de Februaristakers Het lied der achttien dooden, dat na zijn dood begin 1943 grootschalig illegaal verspreid werd.
De Februaristaking wordt sinds 1946 jaarlijks herdacht bij het beeld van De Dokwerker op het Jonas Daniël Meijerplein, in het hart van de voormalige Amsterdamse Joodse buurt. Het bronzen beeld, dat een staker voorstelt, werd in 1952 gemaakt door Mari Andriessen. De Dokwerker staat symbool voor het verzet van 'de kleine man' tegen een grote macht. Het verhaal wil dat arbeiders spontaan in verzet kwamen omdat zij het lijden van hun Joodse medeburgers niet aan konden zien.
Aan de zuidzijde van de Noorderkerk is een plaquette aangebracht die herinnert aan de verboden openbare bijeenkomsten op de Noordermarkt.
Gedurende vele jaren waren de communistische organisatoren van de staking niet welkom bij de officiële herdenking van de gemeente Amsterdam, de communisten hielden jarenlang een eigen herdenking. Op initiatief van Harry Verheij en Ed van Thijn werden beide herdenkingen vanaf 1968 samengevoegd.
In Zaandam, bij de Wilhelminabrug, is er een monument genaamd 'Staakt, staakt, staakt' ontworpen door Truus Menger-Oversteegen, ter nagedachtenis aan de Februaristaking. Sinds de onthulling in 2001 vindt hier op 26 februari een herdenking plaats.
In Hilversum vond de eerste jaarlijkse herdenking sinds de Tweede Wereldoorlog, georganiseerd door de AFVN/Bond van Antifascisten, plaats in 2014 bij het oude raadhuis. Deze herdenking wordt gesteund door de gemeente Hilversum en vindt jaarlijks plaats op 26 februari.
De NCPN herdenkt de staking jaarlijks.

## Beeldmateriaal
Lange tijd werd aangenomen dat er van de staking geen beeldmateriaal behouden is. In 2016 dook echter een foto op uit het archief van Tresoar van een menigte op het Raamplein in Amsterdam. In 2017 publiceerde Vrij Nederland vier foto's van een verzamelde menigte in Zaandam, gevonden in een familiealbum.